# MediaPro Music
MediaPro Music es un sello discográfico rumano fundado en 1997, forma parte del Media PRO Group. Se convirtió en negocio integrado de la Compañía de Radio PRO en 2006. Entre la etiqueta principal y sus sub-etiquetas (Acasa Música, Proyectos Especiales, Artistas MPM y Folclore) La mayoría de los géneros musicales están cubiertos, que van desde el rock, pop, dance, latino, Folk tradicional y música para niños. Por otra parte, la compañía también participa en la organización de eventos (conciertos, giras de promoción, sesiones de autógrafos, conferencias de prensa) y las actividades editoriales.

## Listado de artistas
- Loredana
- New Times
- Cargo
- Keo
- Analia Seis
- Talisman
- Vank
- Alb Negru
- Giro

## Subdivisiones
TV
- TV Pro
- Home TV
- Cine Pro
- MTV

Música
- MediaPro Music

FM
- Pro FM
- Dance FM
- Music FM